# Margot Baum
Margot Baum (* 1. April 1932 in Eisenach; † 18. August 2023 in Behringen) war eine deutsche Schriftstellerin.

## Leben und Werk
Margot Baum wurde als Margot Schmidt geboren; ihre Mutter Marie Schmidt war Näherin. Im Jahre 1938 zog die Familie nach Magdeburg. Das Haus wurde 1944 ausgebombt; die Familie zog nach Behringen um. Dort heiratete Margot Schmidt im Jahr 1957. Sie absolvierte eine Ausbildung am Institut für Lehrerbildung in Eisenach, die sie 1963 abschloss, um dann bis 1990 als Lehrerin an der Behringer Schule Deutsch, Sport und Geschichte zu unterrichten. Außerdem leitete sie eine Kabarettgruppe an der Schule. Nach dem Eintritt in den Ruhestand wirkte sie als freie Mitarbeiterin bei verschiedenen Tageszeitungen. Zehn Jahre lang war sie Lokalredakteurin. Danach begann sie Bücher zu veröffentlichen.
Als Schriftstellerin befasste sie sich insbesondere mit der Behringer Mundart. Außerdem trat sie als Kinderbuchautorin und Romanautorin hervor.

## Werke (Auswahl)
- Rund um den Geschichtenbaum – Prinzessin Windi. Geschichten von einer kleinen Biene, Willebadessen 2001
- Rund um den Geschichtenbaum – Morles große Liebe. Geschichten von Katzen, Halle 2006
- Behringer Mundart – Dialektwörterbuch von Behringen am Hainich, Verlag Rockstuhl, Bad Langensalza 2009
- Brückenschlag für das Leben, Roman, Verlag Rockstuhl, Bad Langensalza 2011
- Rund um den Geschichtenbaum – Abenteuer im Hainich. Geschichten von einem Vogel, Verlag Rockstuhl, Bad Langensalza 2013
- »Hinterlassene Spuren« Dr. med. Hans Wagener 1879–1934, Verlag Rockstuhl, Bad Langensalza 2014
- Kuriose Geschichten – Rund um den Geschichtenbaum, Verlag Rockstuhl, Bad Langensalza 2018
- Gereimtes und Ungereimtes, Verlag Rockstuhl, Bad Langensalza 2018
- Fräulein Stiefel und Mister Black und das Verreisen, Verlag Rockstuhl, Bad Langensalza 2020